# Chonburi (tỉnh)
Chon Buri (tiếng Thái: ชลบุรี, phát âm tiếng Thái: [tɕ͡ʰōn bū.rīː]) là một tỉnh miền Trung của Thái Lan. Tỉnh lị là thành phố cùng tên. Tỉnh này giáp với các tỉnh (từ phía Bắc theo chiều kim đồng hồ): Chachoengsao, Chanthaburi và Rayong. Phía Tây của tỉnh này là vịnh Thái Lan. Tỉnh Chon Buri nằm phía cuối của vịnh Bangkok. Tỉnh này có thành phố du lịch Pattaya nổi tiếng. Trong thời kỳ Chiến tranh Việt Nam, Pattaya được chọn làm nơi nghỉ dưỡng (R&R) cho quân đội Hoa Kỳ.

## Biểu tượng
Con dấu của tỉnh cho thấy đồi Kao Sam Muk, trên đó có miếu thiêng. Dân địa phương tin rằng linh hồn của ngọn núi bảo vệ ngư dân khỏi hiểm nguy.
Cây biểu tượng là Padouk (Plerocapus indicus).

## Các đơn vị hành chính địa phương
Tỉnh Chon Buri có 10 huyện (Amphoe) và một phó huyện (King Amphoe). Các huyện được chia ra 92 xã (tambon) và 691 làng (ấp, buôn, sóc, bản, mường, thôn) (muban).
| Amphoe                                                                    |                                                                    | King Amphoe |
| ------------------------------------------------------------------------- | ------------------------------------------------------------------ | ----------- |
| 1. Mueang Chon Buri 2. Ban Bueng 3. Nong Yai 4. Bang Lamung 5. Phan Thong | 1. Phanat Nikhom 2. Si Racha 3. Ko Sichang 4. Sattahip 5. Bo Thong | 1. Ko Chan  |